# ديف براون (لاعب كرة قاعدة)
ديف براون (بالإنجليزية: Dave Brown)‏ هو لاعب كرة قاعدة أمريكي، (ولد في مقاطعة ليون في الولايات المتحدة 1895  م).